# Polytrias
Polytrias is een geslacht uit de grassenfamilie (Poaceae). De soorten van dit geslacht komen voor in delen van Azië en Australazië.

## Soorten
Van het geslacht zijn de volgende soorten bekend: 
- Polytrias amaura
- Polytrias diversiflora
- Polytrias indica
- Polytrias praemorsa
- Polytrias racemosa